# Coupe des nations du Pacifique 2006
Navigation
Édition suivante
La Coupe des nations du Pacifique 2006, aussi désignée en tant que Cinq Nations du Pacifique (en anglais : Pacific 5 Nations), est la première édition de la compétition. C'est un tournoi de cinq nations ou équipes de l'océan Pacifique: Fidji, Japon, Junior All Blacks, Samoa et Tonga.
Le tournoi se joue en dix matchs, chaque équipe rencontrant chacune des autres à domicile ou en déplacement.
Les vainqueurs sont les Junior All Blacks.

## Classement du tournoi 2006
| Pos | Équipe            | J | G | N | P | PP  | PC  | +/-  | EP | B | Pts |
| --- | ----------------- | - | - | - | - | --- | --- | ---- | -- | - | --- |
| 1   | Junior All Blacks | 4 | 4 | 0 | 0 | 167 | 47  | +120 | 22 | 4 | 20  |
| 2   | Samoa             | 4 | 2 | 0 | 2 | 121 | 88  | +33  | 18 | 3 | 11  |
| 3   | Fidji             | 4 | 2 | 0 | 2 | 92  | 94  | -2   | 10 | 2 | 10  |
| 4   | Tonga             | 4 | 2 | 0 | 2 | 91  | 113 | -22  | 13 | 1 | 9   |
| 5   | Japon             | 4 | 0 | 0 | 4 | 48  | 177 | -139 | 4  | 0 | 0   | Légende
Pos position, J matchs joués, G gagnés, N nuls, P perdus, PP points pour, PC points contre, +/- différence de points, EP essais marqués, B bonus obtenus, Pts points obtenus

## Résultats détaillés 2006

### 1ejournée
- 3 juin 2006  Fidji -  Junior All Blacks : 17-35
- 4 juin  Japon -  Tonga : 16-57

### 2ejournée
- Junior All Blacks -  Samoa : 56-14
- Tonga -  Fidji : 24-23

### 3ejournée
- Samoa -  Japon : 53-9
- Junior All Blacks -  Tonga : 38-10

### 4ejournée
- Junior All Blacks -  Japon : 38-8
- Fidji -  Samoa : 23-20

### 5ejournée
- Tonga -  Samoa : 0-36
- Japon -  Fidji : 15-29

### Statistiques
Le meilleur réalisateur de la compétition fut Jimmy Gopperth (Junior All Blacks) avec 47 points.

Le meilleur marqueur d'essais fut Anthony Tuitavake (Junior All Blacks) avec 4 essais.

Les Junior All Blacks ont marqué le plus grand nombre de points (167) et le plus grand nombre d'essais (22).